# ユメノトビラ
- ラブライブ! > μ's > ユメノトビラ
- ラブライブ! > ラブライブ!のディスコグラフィ > ユメノトビラ

「ユメノトビラ」は、μ'sによるシングルで、楽曲はテレビアニメ『ラブライブ！』の第2期挿入歌。2014年5月28日にLantisから発売された。

## 概要
テレビアニメ『ラブライブ！』の第2期挿入歌第1弾。表題曲「ユメノトビラ」は第2期第3話の挿入歌として使用された。本編中では第2話で作成された曲という設定になっており、歌詞の一部が映るシーンが存在している。テレビアニメ『ラブライブ!サンシャイン!!』では、高海千歌がこの曲を聴いてスクールアイドルを始め、μ'sのようになりたいと本気で思った曲として登場。また、桜内梨子がピアノによる弾き語りでカバーしている。
初回生産分には「μ'sのあなたと行きたい縁日カード」が1枚（全9種）ランダムで付属する。ジャケットは2014年4月27日に公開された。
キャッチコピーは「一緒に…つかみたい!最高のステージへ。」。

## チャート成績
5月27日付のオリコンデイリーランキングでは5位にランクイン。翌日の5月28日付では3位にランクインした。6月9日付のオリコン週間ランキングでは初動4.1万枚を売り上げ、週間3位にランクインした。また、ビルボードのHot Animationにおいても2作ぶりの1位を獲得した。

## 収録曲
- CD

1. ユメノトビラ [4:52]
  - 作詞：畑亜貴、作曲・編曲：佐伯高志
  - テレビアニメ第2期第3話挿入歌
  - テレビアニメ『ラブライブ!サンシャイン!!』第1期第2話挿入歌[注 2]
  - 「前進」をテーマにした曲。テレビアニメ第2期第3話のサブタイトルも同名となっている。
2. SENTIMENTAL StepS [4:02]
  - 作詞：畑亜貴、作曲：高阪昌至、編曲：清水哲平
  - 卒業ソングテーマで、合唱曲の分類に近い。
3. ユメノトビラ (Off Vocal)
4. SENTIMENTAL StepS (Off Vocal)

## 収録アルバム
| 曲名              | アルバム                                    | 発売日        | 備考           |
| ----------------- | ------------------------------------------- | ------------- | -------------- |
| ユメノトビラ      | 『μ's Best Album Best Live! Collection II』 | 2015年5月27日 | ベストアルバム |
| SENTIMENTAL StepS | 『μ's Best Album Best Live! Collection II』 | 2015年5月27日 | ベストアルバム |

## カバー
- 桜内梨子（逢田梨香子） - テレビアニメ『ラブライブ!サンシャイン!!』第1期第2話挿入歌。サウンドトラック『Sailing to the Sunshine』に収録。